# Református templom (Bajánsenye)

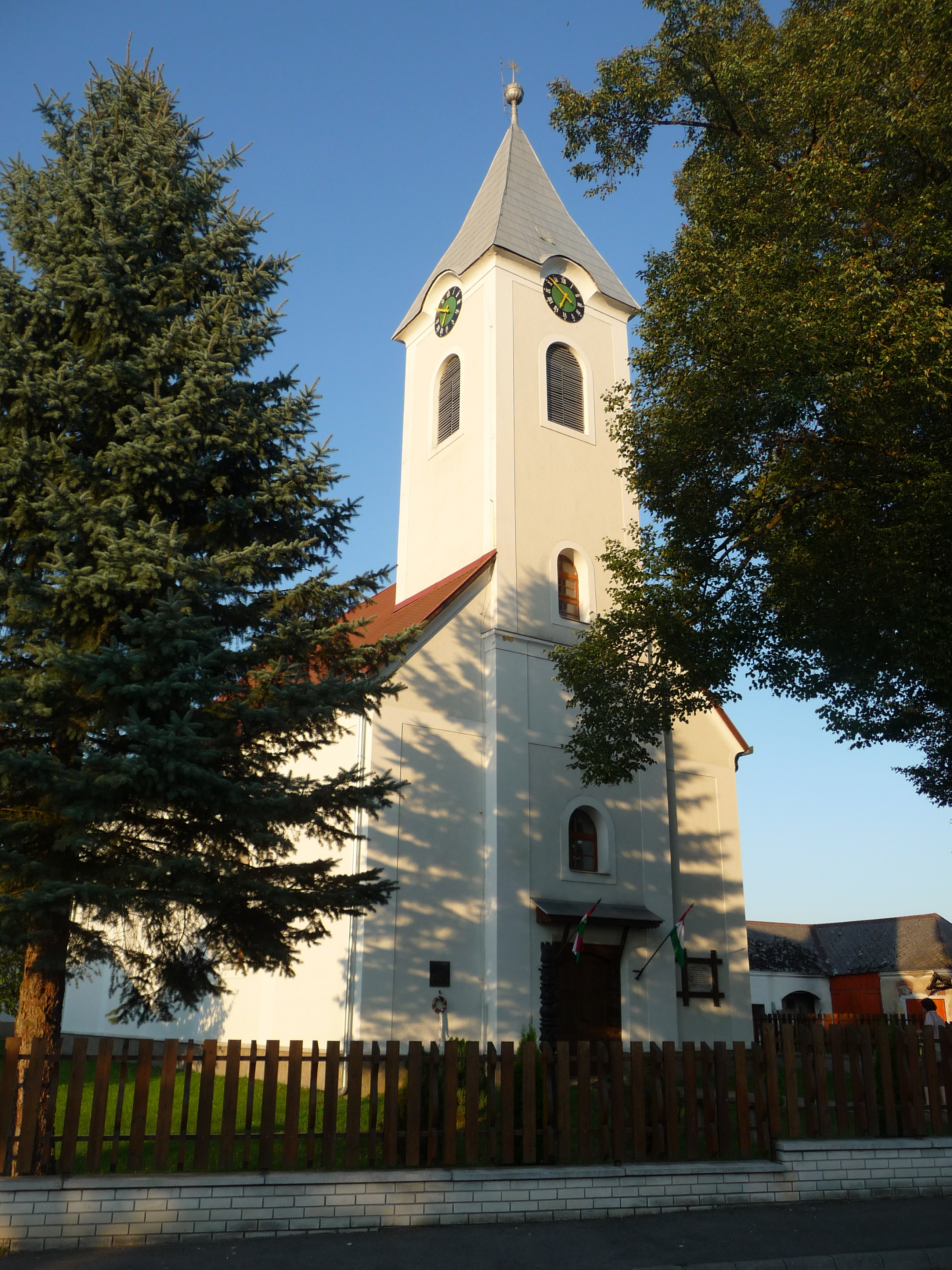
A templom a Vörösmarty utca felől

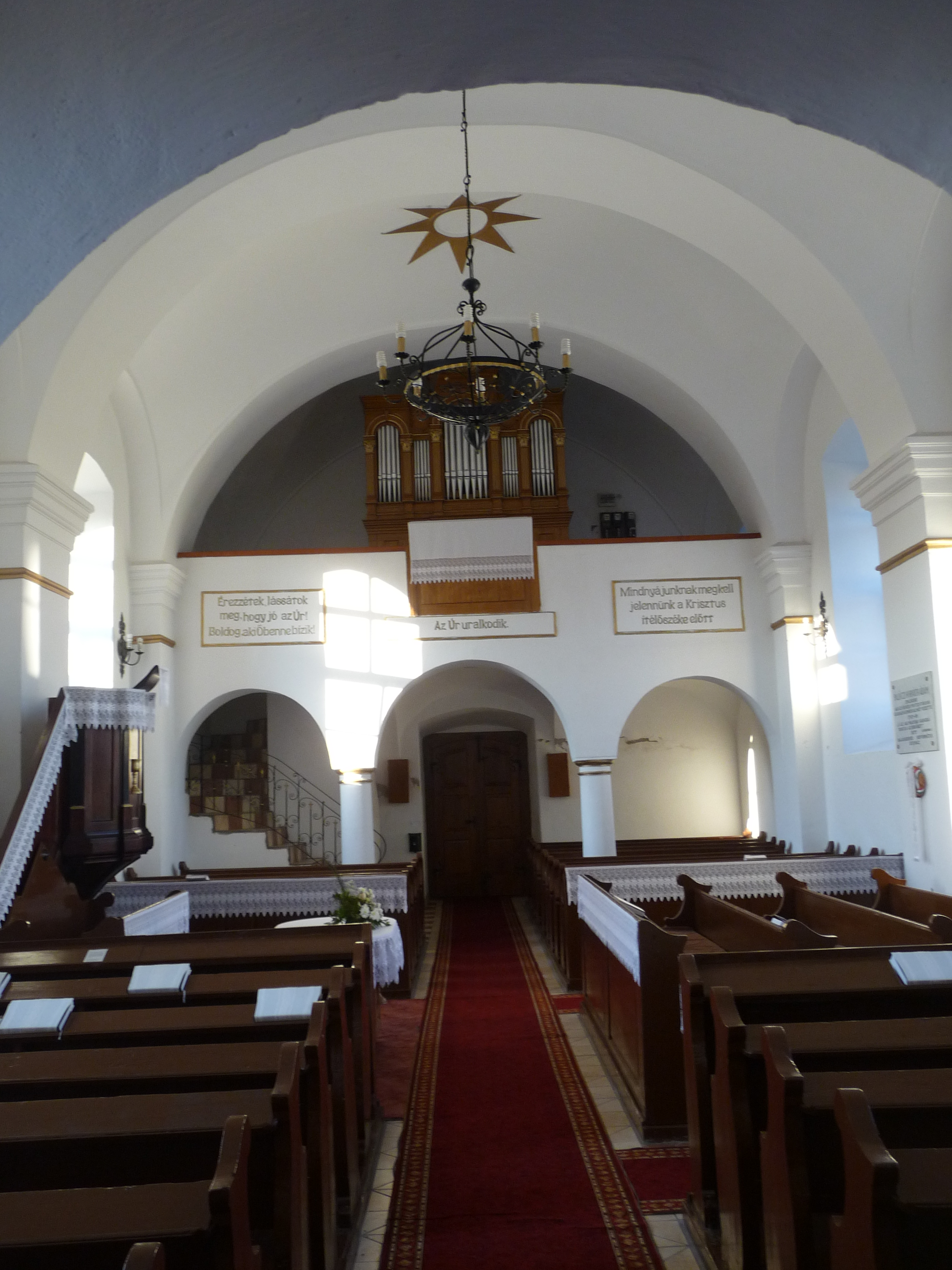
A templom belső tere, jobboldalt Pálóczi Horváth Ádám emléktáblájával

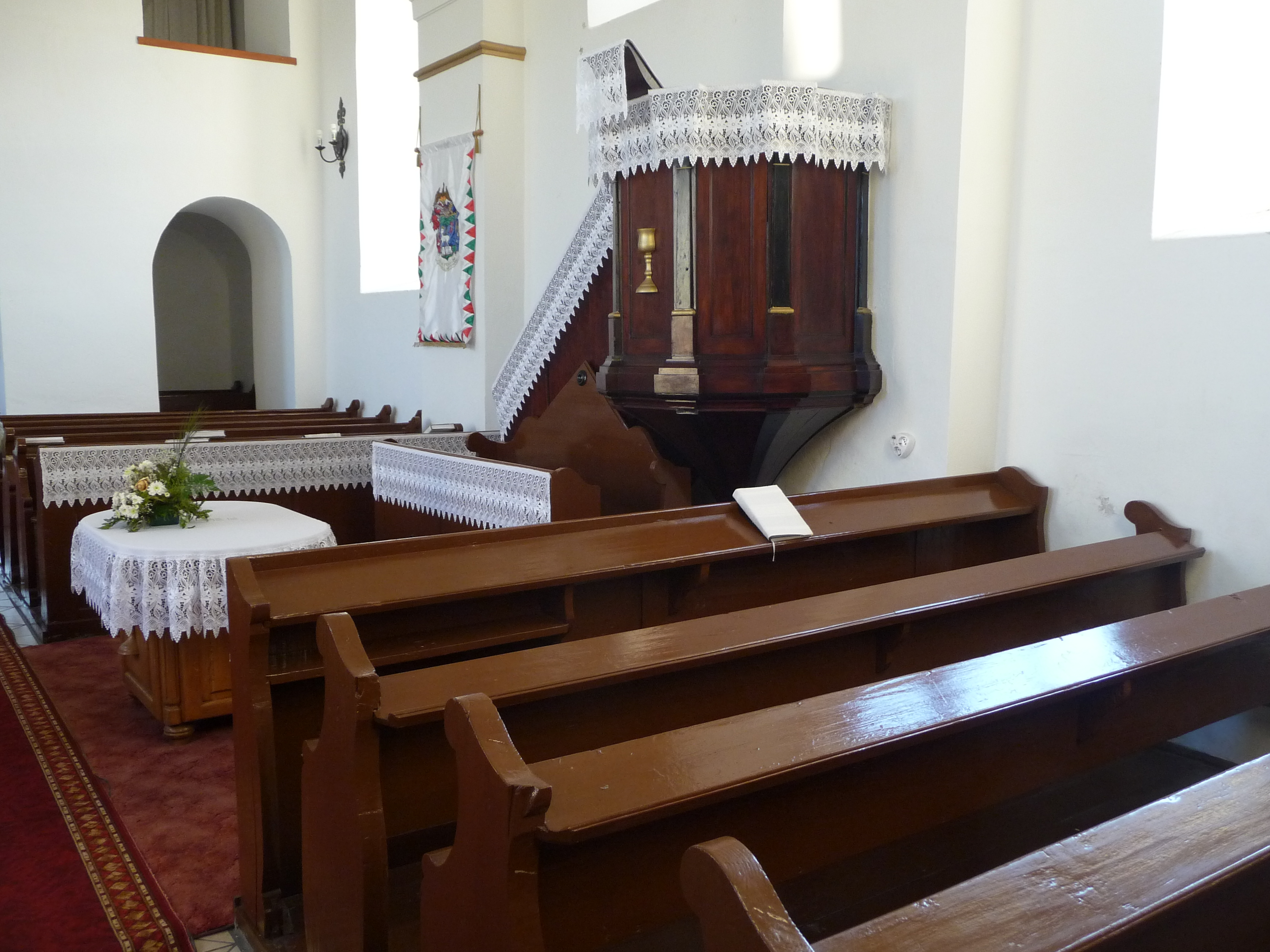
Úrasztala és szószék

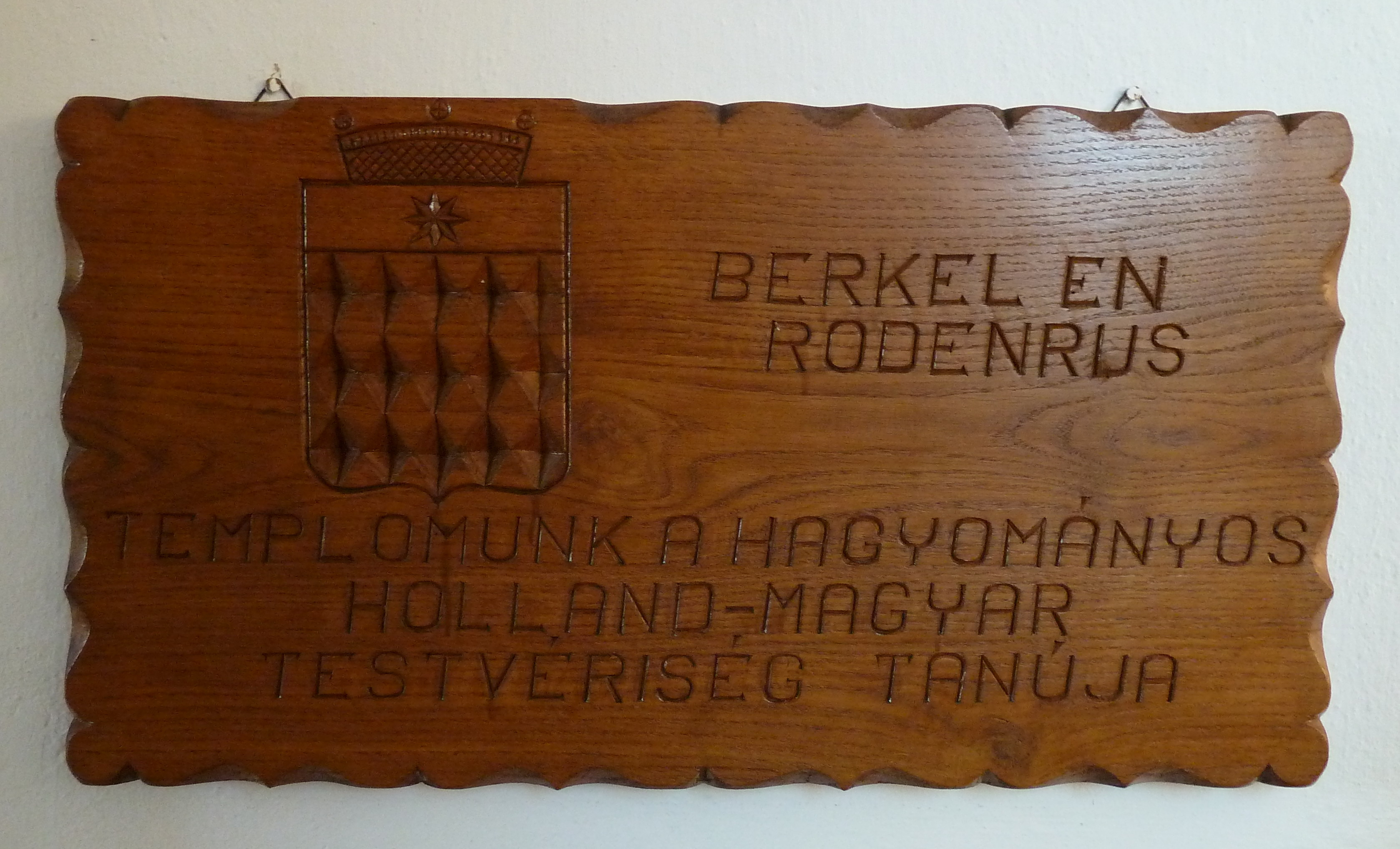
A hagyyományos holland-magyar barátság emléktáblája a templom belső falán

Bajánsenye református többségű település, ehhez méltóan temploma (9944 Bajánsenye, Rákóczi Ferenc u. 4., a Vörösmarty utca és a Rákóczi Ferenc utca sarkán) 350 férőhelyes (250 ülő- és 100 állóhely).

## Története
A gyülekezet 1817-ben határozta el, hogy a zsúpfedeles oratórium helyére  templomot építenek téglából. Az épület 1821-ben készült el; október 28-án szentelték fel. 1844-ben építették mellé a négyszobás lelkészlakást; ezzel vált teljessé az Őrség egyetlen, klasszicista stílusú épületegyüttese. Legutóbb 2006-ban újították fel.
1855–1858 között építették fel az iskolát és a tanító lakását.
1893-ban a gyülekezet tagjai közadakozással orgonát vásároltak; a hangszert Országh Sándor építette. A templom tornyában helyezték el az Őrség első toronyóráját.
1913-ra az addigi „kis iskola” szűknek bizonyult, és id. Szűcs László esperes-lelkész vezetésével felépítették a „nagy iskolát”.

## Az épület
A egytornyú épület faragott faajtós bejárata Németh László ácsmester munkája, a Vörösmarty utcára nyílik.
Tornyában két harang hívogat istentiszteletre:
- a 350 kg-os harangot (b1 hangú) Seltenhofer Frigyes öntötte Sopronban. Felirata: „Ezen harangot készítette az öt községből, um. Senyeháza, Kerkáskápolna, Dávidháza, Bajánháza, Kotormány községekből egyesült Senyeházi evang. reform. gyülekezet Szűcs László idejében, 1897. május hó 1-én, 1251. sz. Hirdesse a nagy Isten dicsőségét!”
- az 550 kg-os harangot (g1 hangú) Ringberg öntötte Linzben, No. 2554. Felirata: „Az 1914–18. évi nagy világháborúban elesett hős fiaink emlékére, készült 1921. évben a senyeházi, kerkáskápolnai, őrbajánházi, dávidházi és kotormányi református keresztyén hívek áldozatkészségéből Szűcs László esperes-lelkész idejében.”

A kisebb harang a negyed, a nagyobb az egész órákat üti.
Az 1983-ban készült főkaput faragott zsoltár-motívumok díszítik, amivel a hívek Szenczi Molnár Albertnek állítottak emléket. Ő 1614 nyarán járt erre Bethlen Gábor diplomatájaként, és ekkor prédikált is az Őrség valamelyik falvában.
Az épület falán tábla hirdeti Nemesnépi Zakál György, az Őrség utolsó őrnagyának emlékezetét. A táblán látható az egykori, borona szerkezetű oratórium képe az Őrség legrégibb ismert épületábrázolása.
Ugyancsak az épület falán van egy másik emléktábla is, ami eredetileg az első világháborúban elesettek emlékművének volt része, és az emlékmű lerombolásakor ide mentették át. A második világháborúban elesettek (48 áldozat) emlékműve a templom belső falán van (1978-ban készült).
Az udvar felőli, faragott ajtón találjuk Pálóczi Horváth Ádám emléktábláját, és a gyülekezeti teremben állandó kiállítás mutatja be életútját.
A templomkertben faragott kopjafa őrzi a gályarabságra hurcolt prédikátorok emlékét. Moldova György itt kezdte írni sorsukról beszámoló könyvét, a Negyven prédikátort.
Ugyancsak a templomkertben millenniumi hársfák (Tilia sp.) állítottak emléket Árpád vezérnek, István királynak, Kossuth Lajosnak és Ferenc Józsefnek — utóbbi elszáradt.

## Hitélet
- A bajánsenyei református egyházközség honlapja a gyülekezeti életről[halott link]

A bajánsenyei az Őrség legfiatalabb (1803-ban, 1200 taggal alakult) református egyházközsége, amit az Őrség utolsó őrnagya, Nemesnépi Zakál György szervezett meg — az istentiszteleteket eleinte a fából épült, 7 m * 4 m alapterületű oratóriumban tartották (minden ötödik vasárnapon). A haranglábat Dávidháza temetőjéből hozták át. A négy, határos egyházközség, amelyek híveik egy-egy részét így elvesztették, minden lehetséges módon akadályozta a megalakulást, még a vármegye katolikus urait is az új egyházközség ellen hergelték. Erre utal a bajánsenyei egyházközség első pecsétje, amin az imaház tetején két kakas viaskodik, és a harangláb tetején ülő sárkány tüzeli őket a harcra.
A gyülekezet első lelkipásztora, Győri Sámuel 1805. január 9-én érkezett Senyeházára.
- A bajánsenyei református egyházközség lelkipásztorai[halott link]

A keresztelőkön, illetve az úrvacsorához használatos edényeket 1805-ben készítették Győrött, illetve Pápán.
Az egykori falvak közül öt tartozik hozzá: a mai Bajánsenye különböző településrészei, valamint Kerkáskápolna.
A hívek lélekszáma hosszú évek óta fokozatosan csökken: a gyülekezetnek 1941-ben még 997 tagja volt, 1987-ben már csak 400.
A templomban esküvőket nagyon ritkán és csak szombaton tartanak.